# Grytsjön (naturreservat)
Grytsjön är ett naturreservat i Nybro kommun i Kalmar län.
Området är naturskyddat sedan 2005 och är 70 hektar stort. Reservatet består av kärret Grytsjön och en  blockrik blandskog med framförallt asp och tall.